# Massimiliano Bruno
Massimiliano Bruno (Roma, 4 de junio de 1970) es un actor, guionista, dramaturgo y director de cine italiano.

## Biografía
Nacido en Roma de familia de origen calabrés, Bruno se formó como actor en la academia "Torre Spaccata". Inició su carrera profesional en el teatro de Roma, como actor y dramaturgo.
Bruno debutó profesionalmente como guionista en 2000, con la película para televisión Non ho l'età. En 2006 colaboró en el guion de la película Notte prima degli esami. Hizo su debut cinematográfico como director en 2011 con Escort in Love, que ganó el Nastro d'argento a la Mejor Película de Comedia. Por esta película también fue nominado a un David di Donatello al Mejor Director Revelación y a un Nastro d'argento en la misma categoría.

## Filmografía
- Notte prima degli esami (2006, guionista)
- Notte prima degli esami – Oggi (2007, guionista)
- This Night Is Still Ours (2008, actor y guionista)
- Buongiorno papà (2013, guionista)
- Many Kisses Later (2009, guionista)
- Questo mondo è per te (2011, actor)
- Boris: The Film (2011, actor)
- Escort in Love (2011, actor, director y guionista)
- Viva l'Italia (2012, actor, director y guionista)
- Happily Mixed Up (2014, actor, director y guionista)
- The Last Will Be the Last (2015, director y guionista)
- Ignorance Is Bliss (2017, director y guionista)
- All You Need Is Crime (2019, actor, director y guionista)
- Ritorno al crimine (2020, actor, director y guionista)